# Killington
Killington és una població dels Estats Units a l'estat de Vermont. Segons el cens del 2000 tenia 1.095 habitants.

## Demografia
Segons el cens del 2000, Killington tenia 1.095 habitants, 500 habitatges, i 282 famílies. La densitat de població era de 9,1 habitants per km².
Dels 500 habitatges en un 25,2% hi vivien nens de menys de 18 anys, en un 48,6% hi vivien parelles casades, en un 5,6% dones solteres, i en un 43,6% no eren unitats familiars. En el 34,2% dels habitatges hi vivien persones soles el 5,8% de les quals corresponia a persones de 65 anys o més que vivien soles. El nombre mitjà de persones vivint en cada habitatge era de 2,19 i el nombre mitjà de persones que vivien en cada família era de 2,8.
Per edats la població es repartia de la següent manera: un 20,5% tenia menys de 18 anys, un 5,8% entre 18 i 24, un 29,4% entre 25 i 44, un 33,3% de 45 a 60 i un 11,1% 65 anys o més.
L'edat mediana era de 42 anys. Per cada 100 dones de 18 o més anys hi havia 116,7 homes.
La renda mediana per habitatge era de 47.500 $ i la renda mediana per família de 60.125 $. Els homes tenien una renda mediana de 36.618 $ mentre que les dones 27.368 $. La renda per capita de la població era de 32.066 $. Entorn del 6,4% de les famílies i el 7% de la població estaven per davall del llindar de pobresa.